# Louis Armand II. de Bourbon, prince de Conti

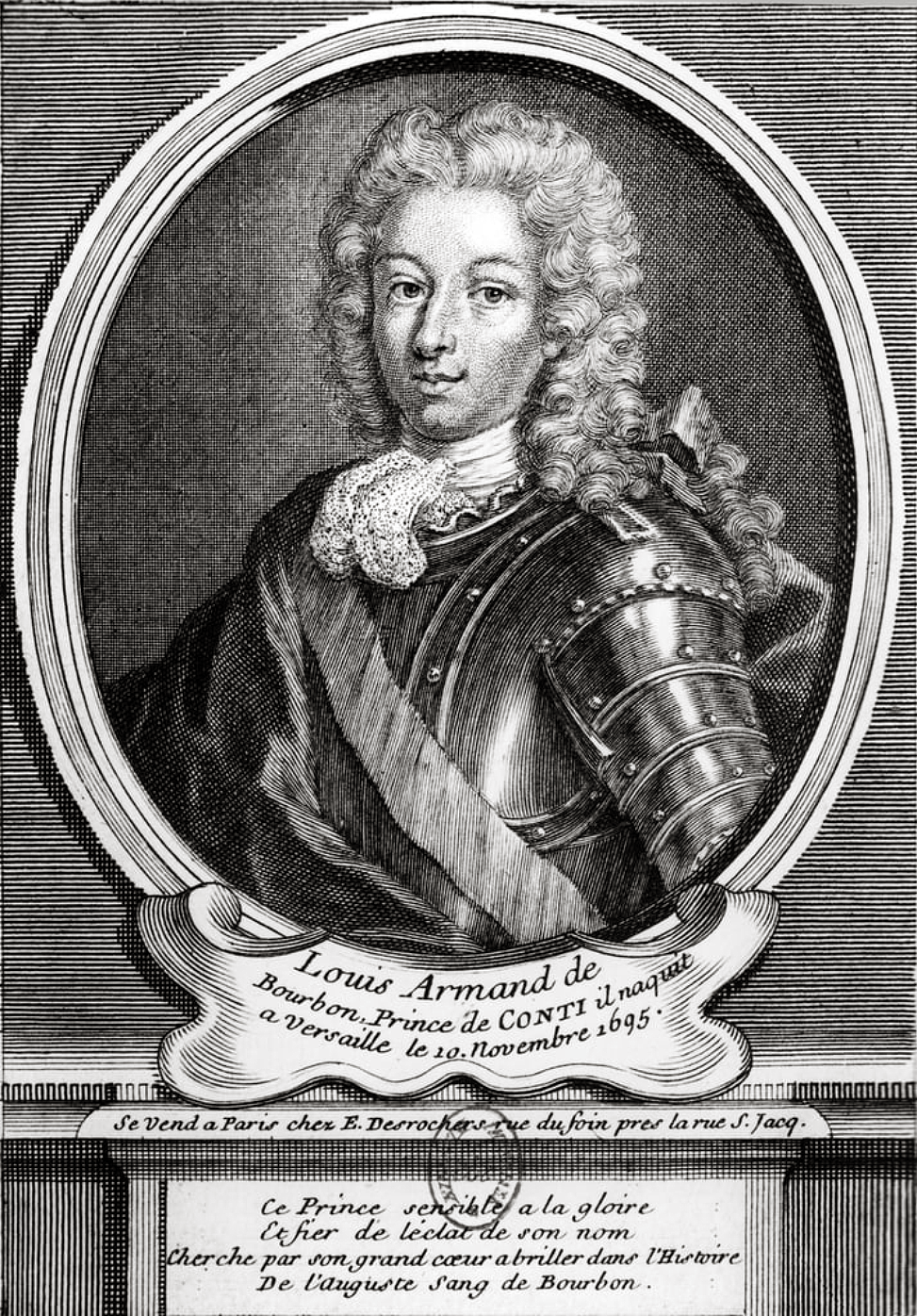

Louis Armand II. de Bourbon (* 10. November 1695 in Paris; † 4. Mai 1727 ebenda) war ein französischer Adeliger und Fürst von Conti.

## Leben
Louis Armand II. kam als Sohn von François Louis de Bourbon und dessen Frau Marie Thérèse de Bourbon zur Welt und war zeit seines Lebens kränklich. Eine krankhafte Nervosität ließ den kleinen, verkrümmten Mann rasch ausfallend und böse werden, wobei sich dann eine sadistisch grausame Verdorbenheit auftat. Bei Hofe hatte er den Beinamen „der grüne Affe“. Im Juni 1711 wurde er Ritter des Ordens vom Heiligen Geist und nahm 1713 teil an der Belagerung Landaus. Er diente im Spanischen Erbfolgekrieg unter Marschall Villars, konnte aber die militärischen Erfolge seines Vaters nie erreichen. Trotzdem wurde er im Jahr 1713 Maréchal de camp. Er war außerdem Gouverneur des Poitou und Mitglied des Regentschafts- und des Kriegsrats.
Beim Zusammenbruch des Lawschen Aktienschwindels wurde er sehr reich.
Von 1722 an war André Campra mit Sicherheit für zwei Jahre Leiter von Contis Hofmusik, vielleicht auch bis zu dessen Tod. Conti war Musikliebhaber und Mäzen, schrieb 1721 den Text zur Kantate Didon von François Collin de Blamont und bestellte im Jahr darauf bei Campra das Divertissement La Feste de l’Isle Adam.

## Ehe und Nachkommen
1713 heiratete er seine Cousine Louise Élisabeth de Bourbon (1693–1775), Tochter des Fürsten von Condé. Von ihren Kindern überlebten die folgenden:
1. Louis François (1717–1776), Fürst von Conti
2. Louise Henriette (1726–1759), verheiratet seit 1743 mit Louis Philippe de Bourbon, Herzog von Orléans[2]